# Dege Gönchen
| Tibetische Bezeichnung                   |
| ---------------------------------------- |
| Tibetische Schrift: སྡེ་དགེ་དགོན་ཆེན          |
| Wylie-Transliteration: sde dge dgon chen |
| Andere Schreibweisen: Dege Gönchen       |
| Chinesische Bezeichnung                  |
| Vereinfacht: 更庆寺                      |
| Pinyin:Gengqing si                       |

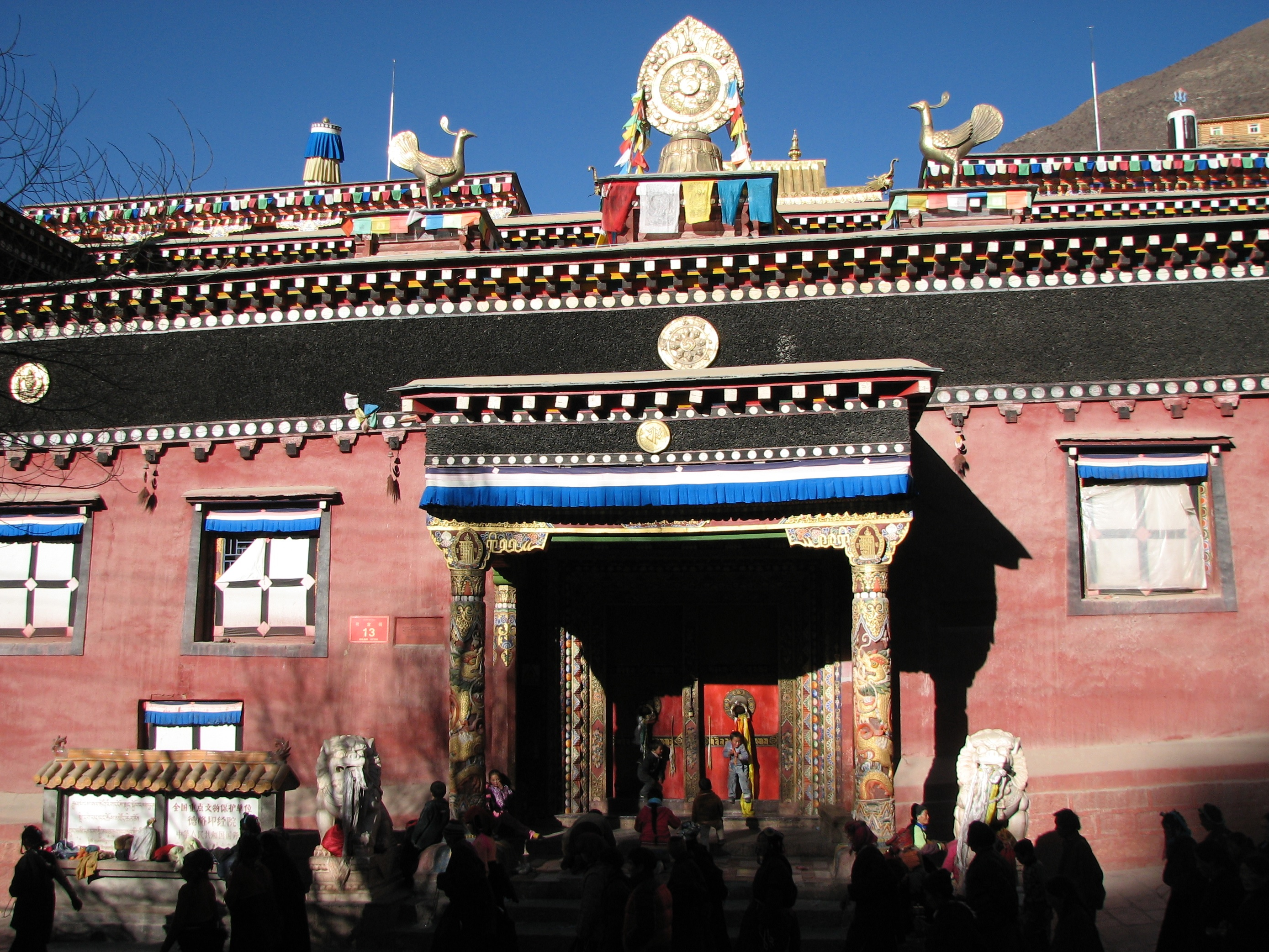
Druckerei des Gönchen-Klosters

Dege Gönchen oder Gönchen-Kloster (tib.: dgon chen dgon) ist ein Kloster der Sakya-Schule des tibetischen Buddhismus in der Region Dege/Derge (sde dge) der osttibetischen Kulturregion Kham. Es liegt nahe dem östlichen Ufer des Jinsha Jiang (Jangtsekiang/Dri Chu). Früher war es ein Nyingmapa-Kloster und wurde später ein Sakyapa-Kloster. Es diente auch als Sitz der Könige von Dege (sde dge thu'u si).
Das Kloster befindet sich im Osten des heutigen Kreises Dêgê (Dege) des Autonomen Bezirks Garzê (Kardze). Das Kloster von Derge bildete den kulturellen Mittelpunkt des östlichen Kham.
Als Gründungsdatum des Klosters gilt das Jahr 1448, es wurde von dem ersten Derge-König (Tusi) Bothar Trashi Sengge (bo thar bkra shis seng ge) und dem berühmten Mönch und für seine Eisenkettenbrücken-Konstruktionen weithin bekannten „Leonardo Tibets“, Thangtong Gyelpo (thang stong rgyal po; 1361–1485), gegründet. Es hat sieben Filialklöster, in seiner Blütezeit hatte es mehr als 700 Mönche erreicht.
Die Anlage des Klosters besteht aus vier Teilen: Haupthalle (Dukhang), Balenglong (八冷隆), Tangyel Lhakhang (Thangtong-Gyelpo-Kapelle) und Druckerei (siehe Dege Parkhang).

## Klosterdruckerei
Dem Kloster angeschlossen ist eine berühmte Druckerei namens Dege Parkhang, die in der ersten Hälfte des 18. Jahrhunderts von dem Derge König Tenpa Tshering  (bstan pa tshe ring; 1678–1738) eingerichtet wurde. Im Derge-Kloster wurden berühmte Ausgaben des Kanjur (tib. bka' 'gyur; „Übersetzung der Worte (des Buddha)“) und des Tanjur (tib. bstan 'gyur; „Übersetzung der Lehrwerke“) (siehe auch Buddhistischer Kanon) gedruckt, wichtige Werke der tibetischen Medizin und andere Schriften.

## Kulturrevolution und Denkmal
Während der Kulturrevolution in den 1960er Jahren erlitt das Kloster starke Zerstörungen.
Seit 1996 steht die Druckerei Dege Parkhang auf der Liste der Denkmäler der Volksrepublik China (4-183).

### Nachschlagewerke
- Gyurme Dorje: Tibet handbook: with Bhutan
- Zangzu da cidian. Lanzhou 2003.